# Evangelische Kirche Schöneberg (Hofgeismar)

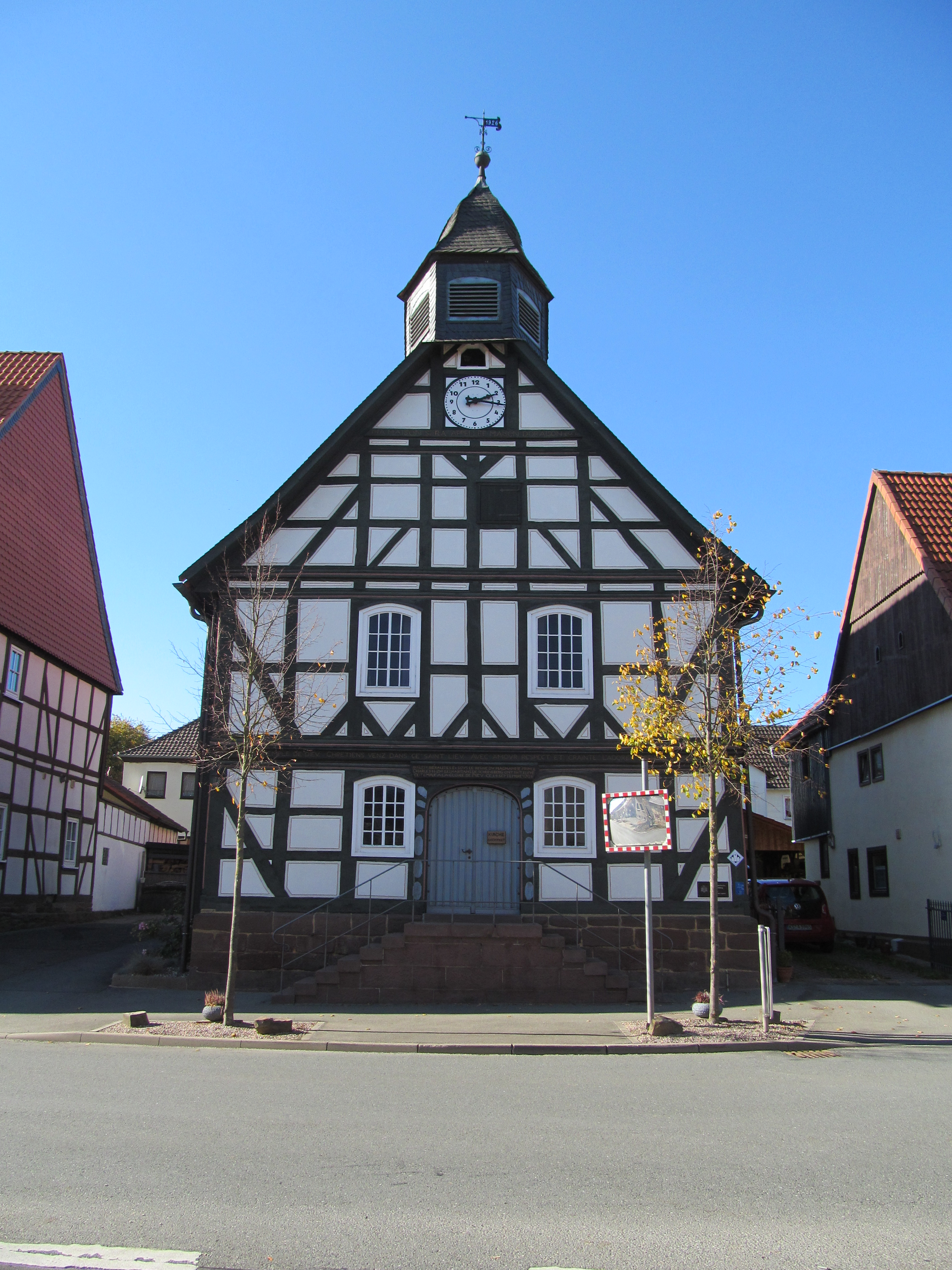
Evangelische Kirche in Schöneberg

Die Evangelische Kirche in Schöneberg, einem Stadtteil von Hofgeismar im Landkreis Kassel in Nordhessen, wurde 1705 für die angesiedelten Hugenotten errichtet. Das Kirchengebäude an der Bremer Straße 12 ist ein geschütztes Kulturdenkmal. Die Kirchengemeinde gehört zum Kirchspiel Hofgeismar-Gesundbrunnen im Kirchenkreis Hofgeismar-Wolfhagen der Evangelischen Kirche von Kurhessen-Waldeck.
Die Fachwerkkirche hat eine straßenseitige Rähmfassade mit einfachen Eckstreben und paarweise angeordneten Fußbügen im Obergeschoss. Die Giebelspitze wird von einem sechsseitigen Dachreiter mit Haube und Wetterfahne bekrönt. Das korbbogige Portal mit Beschlagornament hat einen Türsturz mit französischer Inschrift. Eine weitere französische Inschrift findet sich auf einem Brett der Empore. Die segmentbogigen Fenster sind mit einer engen Sprossenteilung versehen.  
Die Kirchenausstattung mit Kanzel und Orgel stammt aus der Erbauungszeit.